# Gan HaTiqwa
Gan HaTiqwa (hebreiska: גן התקווה) är en park i Israel.   Den ligger i distriktet Tel Aviv-distriktet, i den norra delen av landet. Gan HaTiqwa ligger 24 meter över havet.
Terrängen runt Gan HaTiqwa är platt. Havet är nära Gan HaTiqwa åt nordväst.Runt Gan HaTiqwa är det mycket tätbefolkat, med 4 670 invånare per kvadratkilometer. Närmaste större samhälle är Tel Aviv, 3,5 km norr om Gan HaTiqwa. Runt Gan HaTiqwa är det i huvudsak tätbebyggt.